# ميتشل فايزر
ميتشل فايزر (بالألمانية: Mitchell Weiser) (مواليد 21 أبريل 1994) هو لاعب كرة قدم جزائري، يلعب حاليًا لنادي فيردر بريمن الألماني في مركز الظهير الأيمن.
لعب أربعين مباراة مع منتخب ألمانيا في الفئات السنية. في 10 مارس 2023 أعلن عن رغبته في تمثيل المنتخب الجزائري.

## النشأة
ولد ميتشل فايزر في 21 أبريل 1994 في ترويستورف بألمانيا. والده هو المدرب السابق باتريك فايزر الذي عمل في التدريب بعد اعتزال لعب كرة القدم، وكان مدربًا مساعدًا لنادي كولن. والدته من أصول جزائرية.
غير ميتشل فايزر جنسيته الرياضية إلى الجنسية الجزائرية و إلى حد الآن لم يستدعيه مدرب منتخب الجزائر لكرة القدم فلاديمير بيتكوفيتش.

## روابط خارجية
- ميتشل فايزر على موقع الاتحاد الدولي (مؤرشف)  (الإنجليزية)
- ميتشل فايزر على موقع الاتحاد الأوربي (الإنجليزية)
- ميتشل فايزر على موقع قاعدة بيانات كرة القدم.إي يو (الإنجليزية)
- ميتشل فايزر على موقع بيانات كرة القدم. دي إي (الألمانية)
- ميتشل فايزر على موقع Soccerway.com (الإنجليزية)
- ميتشل فايزر على موقع عالم كرة القدم.نت (الإنجليزية)
- ميتشل فايزر على موقع AS.com (الإسبانية)